# (12613) Hogarth
(12613) Hogarth es un asteroide perteneciente al cinturón de asteroides, descubierto el 24 de septiembre de 1960 por Cornelis Johannes van Houten en conjunto a su esposa también astrónoma Ingrid van Houten-Groeneveld y el astrónomo Tom Gehrels desde el Observatorio del Monte Palomar, Estados Unidos.

## Designación y nombre
Designado provisionalmente como 4024 P-L. Fue nombrado en memoria de William Hogarth (1697-1764) quien fue un pintor y grabador en cobre inglés. Su interpretación de la vida en su época era a menudo humorística y satírica. Luchó por garantizar la protección de los derechos de autor para los diseñadores y grabadores, y la "Ley de Hogarth" fue aprobada por el Parlamento en 1735.

## Características orbitales
Hogarth está situado a una distancia media del Sol de 2,646 ua, pudiendo alejarse hasta 3,013 ua y acercarse hasta 2,280 ua. Su excentricidad es 0,138 y la inclinación orbital 2,981 grados. Emplea 1572,24 días en completar una órbita alrededor del Sol.

## Características físicas
La magnitud absoluta de Hogarth es 14,68. Tiene 7,754 km de diámetro y su albedo se estima en 0,074.